# البركانيين
جماعة البركانيين (إبرشانن) هي منطقة تطل على البحر الأبيض المتوسط توجد بين مدينة الناظور وبركان هي منطقة يحكمها محمد بجاوي منذ تأسيسها سنة 1992 التي يبلغ عدد سكانها 2220 شخص.
رغم مواردها الطبيعية فلا تملك أي منطقة سياحية
زار هذه المنطقة العديد من الملوك من بينهم الأدارسة والوطاسيون
يعاني أبناء المنطقة من الفقر والهشاشة والحكم الغير الشرعي من الجماعة القروية للجماعة القروية
7 مدارس ابتدائية
مستوصف بدون طبيب أو ممرض
طرق غير مزفتة
25 قارب بحري
قصر الجماعة
بالنسبة للتيار الكهربائي فهو مسير من طرف المكتب الوطني للكهرباء وتشكل نسبة التغطية بالجماعة 100في المائة بإستثناء دوار «شوذنا» الذي ألحق بالجماعة مؤخرا وكان محط اهتمام المسؤولين خلال عدة توصيات، وللجماعة الدور كله من خلال الإمكانيات الذاتية في بادرة التزود بالكهرباء، وبميزانية تقدر ب 114مليون سنتيم
وبخصوص الإنارة العمومية رغم أن الجماعة لم تغطى كليا إلا أنه تجمعها إتفاقية مع المكتب الوطني للكهرباء لتشمل جل الدواوير المتبقية في أفق أواخر 2010
بالرغم من أن جماعة البركانيين تستفيد من مداخيل التزود بالماء الصالح للشرب وقلة الرواج التجاري بها ويعد الصيد البحري بها بدائيا وتقليديا وافتقارها إلى السوق الأسبوعي وكثرة تضاريسها الوعرة، إلا أن حسن التسيير يحسب لصالحها ويجعلها محط اهتمام من لدن مجموعة من الجماعات المتواجدة بالمنطقة الشرقية، وكانت محل اهتمام وتنويه غير ما مرة من لدن عمالة الإقليم، نظرا لاكتفائها الذاتي وعدم عجزها من حيث الميزانية منذ إحداثها وخلال تقلد الرئيس الحالي لزمام امورها
يعتمدون أبناء المطقة بنسب./.83.5 على الفلاحة والصيد التقلدي

## التقسيم الإداري
من بين القرى والدواوير المكونة لجماعة إحدادن نجد:

أولاد إسماعيل، أولاد يوسف، إهرويلن، بويجرا، أولاد يوسف، زعلوق